# Rivière Noire (rivière Rimouski)
Pour les articles homonymes, voir Rivière Noire.
La rivière Noire coule dans les municipalités de Saint-Eugène-de-Ladrière et de Saint-Valérien, dans la municipalité régionale de comté (MRC) de Rimouski-Neigette, dans la région administrative du Bas-Saint-Laurent, au Québec, au Canada.
Cette rivière se déverse sur la rive ouest de la rivière Rimouski, laquelle coule vers le nord jusqu'à la rive sud du fleuve Saint-Laurent où elle se déverse au cœur de la ville de Rimouski.

## Géographie
La rivière Noire prend sa source au lac Thom (longueur : 0,4 km ; altitude : 235 m), dans la municipalité de Saint-Eugène-de-Ladrière, dans la MRC Rimouski-Neigette, dans les monts Notre-Dame. Cette source est située dans une petite vallée qui constitue le prolongement d'un pli appalachien vers le nord-est du bassin versant du "lac des Vingt-Quatre Arpents".
L'embouchure du lac Thom est située à 18,4 km au sud-est du littoral sud-est du fleuve Saint-Laurent, à 17,7 km au sud-ouest du centre du village Saint-Narcisse-de-Rimouski et à 11,1 km au sud-est du centre du village de Saint-Eugène-de-Ladrière.
À partir de l'embouchure du Lac Thom, la rivière Noire coule sur 12,1 km, répartis selon les segments suivants :
- 1,3 km vers le nord, puis le Nord-Est dans Saint-Eugène-de-Ladrière, jusqu'à l'embouchure du lac Cyprien (altitude : 210 m) que le courant traverse sur 0,2 km vers le sud-est ;
- 1,0 km vers le nord-est, jusqu'à l'embouchure du lac Fontaine (altitude : 203 m) que le courant traverse vers le nord-est sur 0,5 km ;
- 2,9 km vers le nord-est, en traversant le lac Noir (longueur : 0,2 km), jusqu'à la limite de Saint-Valérien ;
- 4,5 km vers le nord-est, jusqu'à la décharge du lac Ferry (venant du nord) ;
- 2,4 km vers le nord-est, jusqu'à sa confluence.

La rivière Noire se déverse sur la rive ouest de la rivière Rimouski, du côté sud de la "montagne Ronde" et en aval du canyon des Portes de l'Enfer. Cette confluence est située à 15,2 km au sud-est du littoral sud-est du fleuve Saint-Laurent, à 2,1 km en aval de la confluence de la rivière Blanche, à 3,8 km en amont de la limite de la municipalité du secteur de Sainte-Odile-sur-Rimouski (Rimouski) et à 3,7 km en aval de la limite de la municipalité de Saint-Narcisse-de-Rimouski.

## Toponymie
Le toponyme « rivière Noire » a été officialisé le 5 décembre 1968 à la Commission de toponymie du Québec.